# دختری را بوسیدم (فیلم)
«دختری را بوسیدم» (فرانسوی: Toute première fois‎) یک فیلم است که در سال ۲۰۱۵ منتشر شد.